# Ellipteroides hesperius
Ellipteroides hesperius là một loài ruồi trong họ Limoniidae. Chúng phân bố ở miền Tân bắc.